# 谷歌化
谷歌化或Google化（英語：Googlization）是一個用以描述谷歌的技術與精神在網路或現實世界擴展的詞。使用谷歌的產品，又或者是仿效谷歌企業的經營模式等等，都能使用谷歌化這個詞。

## 歷史
2003年，約翰·巴特利及亞歷克斯首次提出“googlization”一詞用以描述谷歌在商業化資訊產業的霸主地位。搜尋引擎起家的谷歌拓展了許多服務，包括：圖像檢索、電子郵件（Gmail）、線上地圖 （Google地圖）、影片分享（Youtube）、新聞（Google新闻）、即時通訊（Google Talk）、手機（Android）以及學術文章搜索（Google學術搜尋）。谷歌與一些既有的媒體有夥伴關係，如：美國線上、新闻集团、紐約時報以及許多機構，如:美聯社、法新社和英國報業協會。谷歌已經成為傳統與新式媒體融合的巨人。

## 定義
谷歌化的現象尚未被普遍被接受。據Harro Haijboer所述，谷歌化似乎是個無須爭議的詞，大多數時候我們只當它為一事實而不嚴格探究它，他說:「這個詞在目前也許是正確的，但是，在研究過搜尋引擎的歷史以後，這詞的定義可能不像常人所想的那樣準確。問題在於，谷歌化這詞從歷史的觀點來看是否是正確的？是微軟的搜尋引擎（MSN、Live Search和Bing）被谷歌化了呢？......還是說是Google被『微軟化』（Microsoftized）了呢？我想，在這兩個搜尋引擎（微軟和Google）中都能找到彼此的影響。說微軟搜尋正在全面谷歌化，或是Google正在被『微軟化』都是不對的。從這個角度來看，谷歌化這詞似乎有點不恰當而需要更多的思考。」
許多資訊專家會把這詞定義為「將文庫數位化或將某物製成谷歌的產品」。然而，該詞的定義常常很快就變了，谷歌化也可以指「隨著網路的礦張，谷歌讓人們能簡單又便利的找到他們所需的資訊。」。但是，Google只是讓資訊更容易被找到，而不是創造新資訊。

## 谷歌化的爭議
谷歌初創時期即遭遇過許多困境，比如著作權官司、大眾的責難、又或者是與廣告商的周旋。此外，儘管谷歌在一般市場上占有優勢，一些計劃的失敗也是在所難免。比如谷歌推出的第一支手機Nexus One，又或者是於2011年底停止的社交與通訊工具Google Buzz。
2010年2月初，因為音樂版權所有者的投訴，谷歌關閉至少6個音樂部落格，因為整個過程並未事先通知，引起了一些爭議。

## 使命
谷歌的企業使命是「蒐集世界上的資訊，並使其能普遍利用」。
在一般網路使用者中，谷歌搜尋引擎是頗受歡迎的。根據一份全國性調查，約82%的美國人表示選擇谷歌先於其他搜尋引擎。
2010年3月末，谷歌宣布撤出中國大陸，僅在沒有審查機制的香港保留網域。雖然已初步規劃搜尋引擎在大陸的審查機制，但谷歌最後推翻了這個決定，因為這違反了谷歌的理想與使命。谷歌創始人之一謝爾蓋·布林說:「我很高興我們做出這樣的選擇，因為中國的情形會大大的助長其他國家也試圖建立起他們自己的防火牆。」另一次採訪中，布林說:「對我們來說，如何有力的爭取網路自由一直是我們所關心的。我們相信這是為了保護開放性原則與網路信息自由所作的最佳決定。」
當2004年谷歌上市時，創辦人拉里·佩奇與謝爾蓋·布林承諾將奉獻1%的利潤、1%的股本與1%的員工時間為慈善努力，其中包括Google基金會。佩奇寫給投資者的信提到:「我希望這個機構（谷歌基金會）能通過雄心勃勃的創意投入與大量資源以解決全世界最大的問題，甚至終有一日能讓谷歌本身都黯然失色。」

## 外部連結
- De-Googlization: A Librarian’s Challenge with Information Monopoly（页面存档备份，存于）
- The Googlization of Everything and the Dystopian Vision of Copyright[永久]